# L'Antilope d'or
Pour plus de détails, voir Fiche technique et Distribution.
L'Antilope d'or (Золотая антилопа, Zolotaïa antilopa) est un film d'animation soviétique réalisé par Lev Atamanov, sorti en 1954. Le sujet est basé sur des contes indiens.

## Synopsis
Un garçon orphelin a sauvé une antilope magique, capable de faire de l'or à partir d'étincelles d'un coup de sabot, d'un Raja alors qu'il la chassait. Lorsque le raja cupide et ses serviteurs ont saisi le garçon, exigeant de savoir où vivait l'antilope d'or, elle est apparue et leur a donné une leçon.

## Fiche technique
- Titre : L'Antilope d'or[1]
- Titre original : Золотая антилопа (Zolotaïa antilopa)
- Réalisation : Lev Atamanov
- Assistant réalisateur : Roman Katchanov
- Scénario : Nikolaï Abramov
- Photographie : Mikhaïl Drouïan
- Animateurs : Roman Katchanov, Vladimir Arbekov, Renata Mirenkova, Roman Davydov, Viatcheslav Kotionotchkine, Konstantin Tchikine
- Musique : Vladimir Yourovski
- Production : Soiouzmoultfilm
- Pays d'origine : URSS
- Format : Couleurs - 35 mm - Mono
- Genre : conte merveilleux
- Durée : 31 minutes
- Date de sortie : 1954

## Distribution

### Voix originales
- Valentina Sperantova : garcon
- Nina Nikitina : antilope
- Rouben Simonov : Rajah
- Alexandre Grouzinski : serviteur du Raja